# سالفيا
سالفيا جورداني (إكليل الجبل الجزائري) هو نوع من نباتات سالفيا موجود في إسبانيا والمغرب والجزائر وليبيا. كان سابقا جنس صغير من أنواع الروزمارينوس، ولكن تم نقله إلى نوع سالفيا بناءً على الحمض النووي.